# Blagoje Paunović
Blagoje Paunović (* 4. Juni 1947 in Pusto Šilovo; † 8. Dezember 2014 in Belgrad) war ein jugoslawischer Fußballspieler und -trainer. 

## Spielerkarriere

### Vereine
Paunović, im Dorf Pusto Šilovo geboren, gelangte mit seinen Eltern vierjährig nach Belgrad. Fußballinteressiert schloss er sich nach Jahren der Jugendabteilung des FK Partizan Belgrad an, durchlief alle Altersklassen und rückte 18-jährig in die Erste Mannschaft auf. Für diese bestritt er in zehn Jahren 225 Punktspiele in der 1. Jugoslawische Liga. Mit Überschreiten der Altersgrenze von 28 Jahren und der damit verbundenen Erlaubnis auch im Ausland spielen zu dürfen, nutzte er die Möglichkeit. In den Niederlanden bestritt er in zwei Jahren 37 Punktspiele für den FC Utrecht in der Eredivisie, der höchsten Spielklasse im niederländischen Fußball. Sein Debüt gab er am 4. Januar 1976 (16. Spieltag) beim 1:1-Unentschieden im Heimspiel gegen NAC Breda; sein letztes Saisonspiel bestritt er am 13. Februar 1977 (23. Spieltag) bei der 1:2-Niederlage im Auswärtsspiel gegen AZ Alkmaar. In seine Heimat zurückgekehrt, spielte er in Kikinda für den dort ansässigen OFK eine Saison lang, bevor noch einmal ins Ausland wechselte. In der North American Soccer League (NASL) spielte er im US-Bundesstaat Kalifornien für die Oakland Stompers. Seine letzte Saison spielte er – nach Jugoslawien zurückgekehrt – für den FK Sinđelić Beograd.

### Nationalmannschaft
Paunović debütierte als Nationalspieler am 12. November 1967 in Belgrad beim 4:0-Sieg der A-Nationalmannschaft über die Nationalmannschaft Albaniens im letzten Qualifikationsspiel der Gruppe 4 für die Europameisterschaft 1968 in Italien. In der Endrunde kam er in drei Spielen zum Einsatz, beim späten 1:0-Sieg am 5. Juni 1968 in Florenz über die Nationalmannschaft Englands und den beiden Finalspielen gegen die Nationalmannschaft Italiens, wobei das erste Finalspiel am 8. Juni 1968 in Rom mit dem 1:1 keinen Sieger hervorbrachte, und das zwei Tage später an selber Stätte mit 0:2 verlorene Wiederholungsspiel. Sein letztes von 39 Länderspiele bestritt er am 4. Februar 1973 in Tunis beim 5:0-Sieg im Freundschaftsspiel gegen die Nationalmannschaft Tunesiens.

## Trainerkarriere
Paunović hatte seine erste Trainertätigkeit 1994 beim spanischen Erstligisten CD Logroñés wahrgenommen und begleitete die Mannschaft an fünf Spieltagen. In der Saison 2009/10 trainierte er den FK Smederevo in der drittklassigen Srpska Liga und war in 30 Spielen verantwortlich. Im Jahr darauf war er als Trainer für den Zweitligaaufsteiger FK BASK Belgrad verantwortlich, begleitete sie in 34 Saisonspielen und führte sie auf den ersten Platz; jedoch wurde BASK aufgrund finanzieller Probleme bzw. nicht erfüllter finanzieller Voraussetzungen der Aufstieg in die SuperLiga verwehrt.

## Sonstiges
Am 21. August 1977 kam sein Sohn Veljko zur Welt, der ebenfalls in der Jugendmannschaft und anschließend in der ersten Mannschaft des FK Partizan Belgrad spielte, allerdings als Stürmer.